# Hanna Bennison
Hanna Ulrika Bennison (Lomma, Suecia; 16 de octubre de 2002) es una futbolista sueca. Juega como centrocampista en el Real Madrid delaliga femenina de España .  Es internacional con la selección de Suecia. En enero de 2020, UEFA la incluyó entre las 10 futbolistas juveniles más prometedoras de Europa y en marzo de 2021 ganó el premio NxGn a la mejor futbolista joven del mundo.

## Trayectoria
Bennison es de Lomma y se unió al equipo de su ciudad GIF Nike cuando tenía cinco años. Más tarde se unió a las juveniles del FC Rosengård. En abril de 2018, a sus 15 años, debutó en la Damallsvenskan sueca como suplente en un partido contra el IFK Kalmar. Terminó la temporada 2018 con cuatro partidos jugados en la liga.
En 2019, el desarrollo de Bennison se aceleró, llegando a disputar 18 partidos en los que marcó 3 goles, con el Rosengård ganando la liga. La directora deportiva del club, Therese Sjögran, se sorprendió por el rápido progreso de Bennison y solo esperaba que la joven participara en unos seis partidos esa temporada. A pesar del interés del Olympique de Lyon por la mediocampista, Bennison todavía no quería irse de Malmö, ya que todavía concurría a la escuela.
Bennison se perdió la mayoría de la temporada 2020 debido a lesiones y al COVID-19. Al recuperarse en 2021, se encontró con una dura competencia por la titularidad en el equipo, principalmente con Ria Öling and Olivia Schough.
En agosto de 2021, Bennison firmó con Everton por cuatro años.

## Selección nacional
El 7 de noviembre de 2019, Bennison debutó con la selección mayor de Suecia, en una derrota amistosa por 3-2 ante Estados Unidos.
El entrenador de la selección, Peter Gerhardsson, mantuvo a Bennison en el equipo para la Copa de Algarve 2020, donde tuvo su primera titularidad internacional en la derrota por 1-0 ante Alemania. Caroline Seger, compañera de equipo y selección, reconoció el gran potencial de Bennison, pero también trató de moderar la exageración: «es una chica de 17 años, por lo que es importante tener cuidado con ella».

## Estadísticas

### Clubes
| Club         | País       | Año         |
| ------------ | ---------- | ----------- |
| FC Rosengård | Suecia     | 2018 - 2021 |
| Everton      | Inglaterra | 2021 - 2024 |

## Palmarés

### Títulos internacionales
| Título                     | Equipo | Sede  | Año  |
| -------------------------- | ------ | ----- | ---- |
| Juegos Olímpicos de Verano | Suecia | Tokio | 2020 |

(*) Incluyendo la Selección